# Nikon (Rożdiestwienski)
Nikon, imię świeckie Nikołaj Iwanowicz Rożdiestwienski (ur. 23 marca?/4 kwietnia 1851, zm. 30 grudnia 1918) – rosyjski biskup prawosławny.

## Życiorys
W 1877 wstąpił jako posłusznik do Ławry Troicko-Siergijewskiej. 12 maja 1880 złożył wieczyste śluby mnisze, przyjmując imię Nikon. 16 maja 1882 został wyświęcony na hierodiakona, zaś 23 maja – na hieromnicha. Od 1885 do 1892 należał do Monasteru Dońskiego. W 1892 przeniesiony do Ławry Troicko-Siergijewskiej z godnością archimandryty, jako członek soboru mnichów zarządzającego wspólnotą. W 1893 mianowany ekonomem Ławry, zaś od 1901 – kierownikiem szkoły ikonopisania przy Ławrze. Pracował również nad wydawaniem periodyków drukowanych w monasterze.
14 marca 1904 przyjął chirotonię na biskupa muromskiego, wikariusza eparchii włodzimierskiej i suzdalskiej. Jeszcze w tym samym roku przeniesiony do eparchii moskiewskiej, ponownie jako jej wikariusz, z tytułem biskupa sierpuchowskiego. W 1906 został biskupem wołogodzkim i totiemskim. Od 1907 zasiadał w Radzie Państwa, zaś od 1908 był członkiem Świątobliwego Synodu Rządzącego. W 1912 z powodu choroby został przeniesiony w stan spoczynku, zachował jednak członkostwo w Synodzie. Od 1913 kierował radą wydawniczą przy Synodzie. Zasiadał także w Radzie Państwa. W 1913 uczestniczył w wywiezieniu z monasterów Athosu kilkudziesięciu rosyjskich mnichów oskarżonych o herezję imiesławia. W 1916 zakończył pracę w radzie wydawniczej; dwa lata później zmarł.